# Servizio Traduzioni e Piantonamenti
Il Nucleo Traduzioni e Piantonamenti è un reparto mobile del Corpo di Polizia Penitenziaria.
Venne formalmente istituito con la
legge 15 dicembre 1990, n. 395; le modalità vennero  stabilite dal decreto del Ministero della Giustizia luglio 1991. Il servizio è espletato utilizzando mezzi su strada, mezzi ferroviari, mezzi navali e mezzi aerei.

## Organizzazione
Con circa 5.100 unità e più di 3.000 automezzi. Il Servizio è articolato su quattro livelli funzionali.

### Livello Centrale
L'ufficio di Coordinamento ha sede in Roma ed è alle dirette dipendenze della Direzione Generale del Personale e della Formazione.
Interagisce con le altre Direzioni Dipartimentali e con le loro strutture periferiche;
mantiene i contatti a livello centrale e periferico con le Forze di Polizia e le Forze Armate;
espleta attività di analisi e di programmazione in relazione alle esigenze del Servizio Traduzione e Piantonamento sulla base della elaborazione dei dati acquisiti dalle strutture periferiche;
fornisce pareri ed elabora proposte in materia di comunicazioni per l'acquisto e la sperimentazione di mezzi e materiali.

### Livello Regionale
È istituito presso ogni Provveditorato regionale dell'Amministrazione Penitenziaria:
coordina i livelli funzionali provinciali e locali nell'ambito territoriale di competenza e impartisce ad essi direttive sul servizio, concertandole preventivamente, ove occorra, con il livello centrale;
sovrintende, organizza, pianifica e dispone la movimentazione di uomini o mezzi;
assicura l'assistenza operativa e logistica ai convogli di traduzioni in transito sul territorio di competenza.

### Livello Provinciale o Interprovinciale
È posto alle dirette dipendenze del Provveditore regionale e viene costituito quando la complessità operativa lo richiede.

### Livello Locale
È istituito di regola, in ogni Istituto penitenziario:
espleta le attività concernenti il Servizio sotto la responsabilità di un coordinatore scelto tra gli Ispettori.

## I compiti
Espleta servizi di ordine e sicurezza pubblica e di pubblico soccorso, nonché di piantonamento di detenuti o internati presso i luoghi di cura esterni agli istituti di reclusione, o strutture di ricovero, traduzione dei ristretti, da istituto a istituto, presso le aule giudiziarie per lo svolgimento dei processi e presso i luoghi esterni di cura.